# Андріївська сільська рада (Пулинський район)
Андріївська сільська рада (до 1946 року — Генрихівська сільська рада) — колишня адміністративно-територіальна одиниця та орган місцевого самоврядування у Соколовському, Новоград-Волинському, Житомирському, Пулинському районах, Новоград-Волинській міській раді Волинської округи, Київської й Житомирської областей УРСР та України з адміністративним центром у с. Андріївка.

## Населені пункти
Сільській раді були підпорядковані населені пункти:
- с. Андріївка
- с. Рудокопи
- с. Улашанівка

## Населення
Відповідно до результатів перепису населення 1989 року, кількість населення ради, станом на 12 січня 1989 року, становила 977 осіб.
Станом на 5 грудня 2001 року, відповідно до перепису населення України, кількість мешканців сільської ради становила 803 особи.

## Склад ради
Рада складалась з 12 депутатів та голови.

## Керівний склад сільської ради
| ПІБ                          | Основні відомості                                                    | Дата обрання | Дата звільнення |
| ---------------------------- | -------------------------------------------------------------------- | ------------ | --------------- |
| Павлюк Зінаїда Олександрівна | Сільський голова, 1965 року народження, освіта, член народної партії | 26.03.2006   | 31.10.2010      |
| Павлюк Зінаїда Олександрівна | Сільський голова, 1965 року народження, освіта вища                  | 31.10.2010   |                 |

Примітка: таблиця складена за даними джерела

## Історія
Раду було утворено 28 вересня 1925 року, з назвою Генрихівська сільська рада, в селі Генрихівка-Андрюківка Тетірської сільської ради Пулинського району. 7 червня 1946 року було перейменовано центр ради, відповідно нову назву — Андріївська — отримала й сільська рада.
Станом на 1 вересня 1946 року сільська рада входила до складу Червоноармійського району Житомирської області, на обліку в раді перебувало с. Андріївка.
11 серпня 1954 року до складу ради було включено села Рудокопи, Соколів та Улашанівка. 29 січня 1975 року с. Соколів було передано до складу Теньківської сільської ради Червоноармійського району.
Станом на 1 січня 1972 року сільська рада входила до складу Червоноармійського району Житомирської області, до складу ради входили села Андріївка, Рудокопи, Соколів та Улашанівка.
Ліквідована у 2017 році в зв'язку з об'єднанням до складу Соколівської сільської територіальної громади Пулинського району Житомирської області.
Входила до складу Пулинського (Червоноармійського, 28.09.1925 р., 17.10.1935 р., 8.12.1966 р.), Соколовського (20.06.1930 р.), Новоград-Волинського (15.09.1930 р., 30.12.1962 р.), Житомирського (4.01.1965 р.) районів та Новоград-Волинської міської ради (1.06.1935 р.).